# Академия наук Абхазии
Академия наук Абхазии (абх. Аԥсны Аҭҵаарадыррақәа ракадемиа) — центр фундаментальной науки, высшая научная организация частично признанной Республики Абхазия.

## История
Организована на основании постановления Верховного Совета Республики Абхазия от 13 декабря 1993 года № 83-с и указа президента Абхазии «Об образовании Академии наук Республики Абхазия» от 26 марта 1997 года. Первые выборы в состав Академии наук были проведены 30 октября 1997 объединённым учёным советом разового функционирования.

## Структура
| Научная организация                                                     | Город          | Основные направления деятельности             |
| ----------------------------------------------------------------------- | -------------- | --------------------------------------------- |
| Абхазский институт гуманитарных исследований                            | Сухум          | история, краеведение, литература, языкознание |
| Научно-исследовательский институт экспериментальной патологии и терапии | Сухум          | медицина, приматология                        |
| Сухумский физико-технический институт                                   | Агудзера       | атомная энергетика                            |
| Научно-исследовательский центр курортологии и нетрадиционной медицины   | Сухум          | медицина, курортология                        |
| Гидрофизический институт                                                | Сухум          | гидрология                                    |
| Научно-исследовательский институт сельского хозяйства                   | Сухум, Гулрыпш | сельское хозяйство                            |
| Научно-исследовательский институт ботаники                              | Сухум          | ботаника                                      |
| Научно-исследовательский институт экологии                              | Сухум          | экология                                      |

## Президенты
- 1997—2013: Аристава, Шота Константинович
- 2013—н. в.: Джапуа Зурааб Джотович

## Состав
Академия наук объединяет членов АНА — действительных членов и членов-корреспондентов, почётных и иностранных членов, избираемых Общим собранием Академии наук, и научных сотрудников учреждений Академии.

### Действительные члены
| ФИО                               | Год рождения | Год избрания | Год избрания | Регалии              |
| ФИО                               | Год рождения | академиком   | членом-корр. | Регалии              |
| --------------------------------- | ------------ | ------------ | ------------ | -------------------- |
| Айба, Лесик Янкович               | 1950         |              |              | д.с.-х.н., профессор |
| Бебия, Сергей Михайлович          | 1940         | 2014         | 2008         | д.б.н., профессор    |
| Гварамия, Алеко Алексеевич        | 1940         | 2002         |              | д.ф.-м.н., профессор |
| Джапуа, Зураб Джотович            | 1960         | 2008         |              | д.ф.н., профессор    |
| Зантария, Владимир Константинович | 1953         | 2019         |              | д.ф.н.               |
| Касландзия, Алексей Махазович     | 1938         | 2023         |              | д.пед.н., профессор  |
| Кварчия, Валерий Ермейевич        | 1946         | 2014         |              | д.ф.н., профессор    |
| Когониа, Валентин Астамурович     | 1959         | 2019         |              | д.ф.н., профессор    |
| Марколия, Анатолий Иванович       | 1951         | 2023         |              | д.т. н.              |
| Миквабия, Зураб Ясонович          | 1950         | 2023         | 2019         | д.м.н., профессор    |
| Пачулия, Ниязбей Лукич            | 1941         | 2014         | 2009         | д.ф.-м.н., профессор |
| Хагба, Лили Ризовна               | 1952         | 2023         |              | д.ф.н., профессор    |
| Чирикба, Вячеслав Андреевич       | 1959         |              |              | д.ф.н., профессор    |
| Экба, Январби Алиевич             | 1943         | 2014         | 2008         | д.ф.-м.н., профессор |

Умершие (возможно, неполный список)
| ФИО                             | Годы жизни | Год избрания | Год избрания | Регалии                       |
| ФИО                             | Годы жизни | академиком   | членом-корр. | Регалии                       |
| ------------------------------- | ---------- | ------------ | ------------ | ----------------------------- |
| Айба, Гиви Григорьевич          | 1931—2002  | 1997         | —            | д.б.н., профессор             |
| Ардзинба, Владислав Григорьевич | 1945—2010  | 1997         | —            | д.и.н.                        |
| Аристава, Шота Константинович   | 1929—2024  | 1997         | —            | д.ф.н., профессор             |
| Ачугба, Теймураз Алиевич        | 1946—2020  | 2014         | 2011         | д.и.н., профессор             |
| Бгажба, Олег Хухутович          | 1941—2024  |              | 2002         | д.и.н., профессор             |
| Бгажба, Хухут Соломонович       | 1914—2000  | 1997         | —            | д.ф.н.                        |
| Зухба, Сергей Ладович           | 1936—2014  |              | 2002         | д.ф.н., профессор             |
| Куправа, Арвелод Эрастович      | 1924—2019  | 2008         |              | д.и.н., профессор             |
| Ладария, Маргарита Глебовна     | 1925—2017  | 2011         | 1997         | д.ф.н., профессор             |
| Ласурия, Мушни Таевич           | 1938—2024  | 2005         |              | к.ф.н., Народный поэт Абхазии |
| Максимов, Михаил Захарович      | 1928—2012  | 1997         | —            | д.ф.-м.н., профессор          |
| Сагария, Баджгур Еснатович      | 1926—2005  | 1997         | —            | д.и.н., профессор             |
| Салакая, Шота Хичович           | 1933—2021  | 2002         |              | д.ф.н., профессор             |
| Старцев, Валентин Георгиевич    | 1928—2011  | 2002         | 1997         | д.м.н., профессор             |
| Чкадуа, Лидия Платоновна        | 1930—2021  | 2002         | 1997         | д.ф.н., профессор             |
| Шалашаа, Заур Иванович          | 1957—1924  | 2019         |              | д.э.н., профессор             |
| Шамба, Георгий Кучиевич         | 1934—2006  | 2006         | 1997         | д.и.н., профессор             |
| Шинкуба, Баграт Васильевич      | 1917—2004  | 1997         | —            | к.ф.н., Народный поэт Абхазии |
| Шевцова, Зинаида Всеволодовна   | 1929—2023  | 2019         |              | д.м.н., профессор             |

### Члены-корреспонденты
| ФИО                        | Год рождения | Год избрания | Регалии               |
| -------------------------- | ------------ | ------------ | --------------------- |
| Авидзба, Аслан Фазлыбеевич | 1972         | 2023         | д.и.н., профессор     |
| Анчабадзе, Юрий Дмитриевич | 1953         | 2014         | д.и.н.                |
| Бигуаа, Валерий Левардович | 1943         | 2023         | д.и.н., профессор     |
| Бигуаа, Вячеслав Акакиевич | 1957         | 2014         | д.ф.н.                |
| Когония, Лали Михайловна   | 1952         | 2023         | д.м.н., профессор     |
| Ласурия, Роберт Андреевич  | 1967         | 2011         | д.ф.-м.н., профессор  |
| Маан, Омар Владимирович    | 1960         | 2023         | д.и.н., профессор     |
| Тарба, Иван Дорофеевич     | 1950         | 2019         | д.филос.н., профессор |
| Хашба, Мери Мушниевна      | 1937         | 2008         | д.и.н., профессор     |

Умершие (возможно, неполный список)
| ФИО                           | Годы жизни | Год избрания | Регалии           |
| ----------------------------- | ---------- | ------------ | ----------------- |
| Цвинариа, Владимир Леванович  | 1938—2006  | 1997         | д.ф.н., профессор |
| Швангирадзе, Реваз Ражденович | 1928—2011  | 1997         | д.х.н., профессор |